# سلیم بنگریبا
سلیم بنگریبا (انگلیسی: Selim Bengriba؛ زادهٔ ۲۴ سپتامبر ۱۹۸۰) بازیکن فوتبال است.